# 데이터 조작 언어
데이터 조작 언어(영어: Data Manipulation Language, DML)은 데이터베이스 사용자 또는 응용 소프트웨어가 컴퓨터 데이터베이스에 대해 데이터 검색, 등록, 삭제, 갱신을 위한, 데이터베이스 언어 또는 데이터베이스 언어 요소이다. 2007년 현재 가장 대중적 데이터 조작 언어는 SQL 데이터 조작 언어이다. SQL은 관계형 데이터베이스에 대해 검색 및 업데이트 등의 데이터 조작을 위해 사용된다. 다른 데이터 조작 언어로는 IMS / DL1 데이터 조작 언어와 CODASYL 데이터베이스 (IDMS 등)의 데이터 조작 언어 등이 있다. 데이터 조작 언어는 초기에는 응용 소프트웨어에 의해 사용되는 머물러 있었지만, (SQL의 출현에 따라) 데이터베이스 사용자에 따라 사용되어 갔다.

## 종류
데이터 조작 언어는 문장의 첫 단어로 표시하는 기능을 가진다. 데이터 조작 언어에서 문장의 첫 단어는 대부분의 경우 동사이다. SQL의 경우 이러한 동사는 다음과 같다.
- SELECT - 검색 (질의)
- INSERT - 삽입 (등록)
- UPDATE - 업데이트 (수정)
- DELETE - 삭제

데이터 조작 언어는 데이터베이스 공급업체(벤더) 간에 언어 및 기능에서 많은 차이를 가지는 경향이 있다. SQL은 ANSI / ISO에서 제정된 표준이 있다. 그러나 데이터베이스 벤더들은 표준의 범위를 넘어 고유의 확장 기능을 제공하고 있다. 데이터 조작 언어에는 기본적으로 두 가지 종류가 있다.
- 선언적 데이터 조작 언어
- 절차적 데이터 조작 언어

## 같이 보기
- 데이터베이스 언어
  - 데이터 정의 언어 (DDL)
  - 데이터 제어 언어 (DCL)

## 참고 문헌
- “The SQL92 standard”.